# Ma Buqing

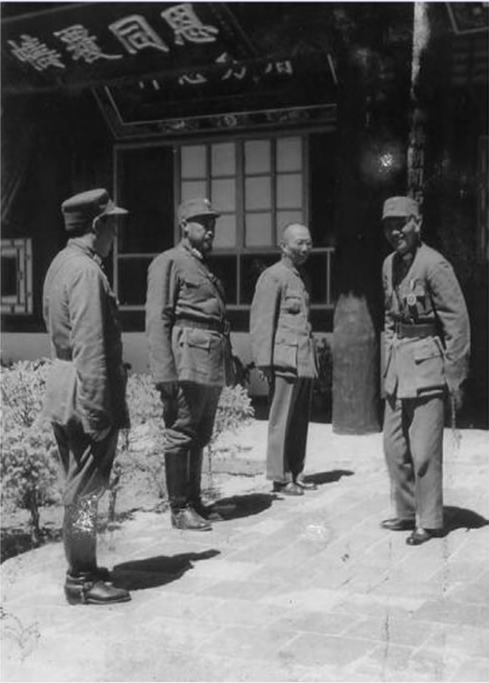
Chiang Kai-shek(a destra) incontra i generali Ma Bufang (secondo da sinistra), e Ma Buqing (primo da sinistra) a Xining nell'agosto 1942.

Ma Buqing (馬步青T, 马步青S, Mǎ BùqīngP, Ma Pu-ch’ingW, Xiao'erjing: ﻣَﺎ ﺑُﻮْ شٍ) (Monigou, 1901 – Taipei, 9 febbraio 1977) è stato un generale cinese, signore della guerra musulmano di etnia hui, appartenente alla cricca Ma, attivo durante la Repubblica di Cina e che controllò gli eserciti nella provincia del Qinghai.

## Biografia
Ma Buqing e il suo fratello minore Ma Bufang (1903–1975) erano nati a Monigou (漠泥沟乡) in quella che è oggi la contea di Linxia, a circa 35 km. ad ovest della città di Linxia. Loro padre, Ma Qi, costituì l'esercito Ninghai nel Qinghai nel 1915, e ricevette onorificenze civili e militari dal governo Beiyang di Pechino confermandogli l'autorità civile e militare nel Qinghai.
Ma Buqing ricevette una classica educazione cinese, mentre suo fratello Ma Bufang venne istruito secondo i dettami dell'Islam per essere indirizzato alla carriera di Imam.
Ma Buqing combatté con Feng Yuxiang e il suo Guominjun fino alla guerra delle Pianure centrali, passando poi dalla parte del vincitore Chiang Kai-shek. Ma Qi morì nel 1931 e venne succeduto da suo fratello Ma Lin, nominato governatore del Qinghai.
Mentre Ma Buqing assisteva ad una rappresentazione di Opera cinese, incontrò il professore americano John DeFrancis.
Le sue truppe sconfissero il Partito Comunista Cinese durante la Lunga marcia nel 1936.
Ma Buqing e Ma Bufang discussero, al telefono, con Chiang Kai-shek I piani di battaglia nella guerra contro I giapponesi. Ma Buqing's Hexi 5th Army entered the war against the Japanese. Nel 1940, alla Battaglia di Wuyuan, Ma Buqing comandò il 6º Cavalleria contro i giapponesi. Questi vennero sconfitti dalla cavalleria musulmana cinese che riconquistò Wuyuan.
Ma Buqing ebbe in quel tempo il controllo virtuale del corridoio del Gansu.
Nel 1942 il Generalissimo Chiang Kai-shek, il capo del governo cinese andò personalmente in giro d'ispezione nella Cina nord-occidentale a Xinjiang, Gansu, Ningxia, Shaanxi e Qinghai, dove incontrò sia Ma Buqing che Ma Bufang. Le truppe di Ma Buqing erano coinvolte nella costruzione di strade, per il movimento di rifornimenti di guerra alle forze cinesi che combattevano contro il Giappone, avendo costruito un percorso verso la Russia e stavano progettando un'altra via attraverso il Tibet.
Nel luglio del 1942 Chiang Kai-shek chiese a Ma Buqing di muover i 30.000 del suo esercito a Tsaidam nel bacino di Qaidam Basin nel Qinghai. Chiang nominò Ma Commissario di bonifica, per minacciare il fianco meridionale di Sheng Shicai nel Xinjiang, che confinava con Tsaidam. Il distretto di Liangzhou da Wuwei era in precedenza il suo quartier generale a Gansu, dove controllava 15 milioni di musulmani.
Nel 1949, Ma Buqing, assieme alla sua famiglia, riparò a Taiwan assieme al governo del Kuomintang della Repubblica di Cina divenendo consigliere del ministro della Difesa. Suo fratello, Ma Bufang, riparò in Egitto. Ma Buqing morì il 9 febbraio 1977 a Taipei.

## Comandi
- 1926 Comandante della 55ª Brigata indipendente della 5ª Armata
- Comandante della 65ª Brigata della 22ª Divisione
- Comandante della guarnigione di Luoyang
- 1929–1937: Generale comandante della 5ª Divisione di cavalleria
- 1937–1942: Generale comandante della 5ª Divisione di cavalleria
- 1942–1943: Commissario di bonifica della provincia del Qinghai
- 1943–1945: Vice comandante in capo della 40ª Armata